# Vermileo tibialis
Vermileo tibialis är en tvåvingeart som först beskrevs av Walker 1852.  Vermileo tibialis ingår i släktet Vermileo och familjen Vermileonidae.
Artens utbredningsområde är Jamaica. Inga underarter finns listade i Catalogue of Life.